# Aeroportul Birmingham
Aeroportul Birmingham (IATA: BHX, ICAO: EGBB) este un aeroport din Bickenhill⁠(d), Bickenhill and Marston Green⁠(d), Solihull⁠(d), West Midlands, West Midlands, Anglia, Regatul Unit ce deservește zona Birmingham. Aeroportul a fost tranzitat în 2022 de 9.595.557 de pasageri. A fost deschis în 1939 și numit după zona deservită.
Situat la o altitudine de 100 m, aeroportul dispune de 1 pistă.

## Infrastructură

### Piste
Aeroportul dispune de o singură pistă. Pista 15/33 are suprafața de asfalt și dimensiunile 3.052 m × 45 m. 